# Вале Агрикола (Казерта)
Вале Агрикола (итал. Valle Agricola) је насеље у Италији у округу Казерта, региону Кампанија.
Према процени из 2011. у насељу је живело 971 становника. Насеље се налази на надморској висини од 696 м.

## Становништво
| 1931. | 1936. | 1951. | 1961. | 1971. | 1981. | 1991. | 2001. | 2011. |
| ----- | ----- | ----- | ----- | ----- | ----- | ----- | ----- | ----- |
| 969   | 1.042 | 1.268 | 1.335 | 1.485 | 1.546 | 1.602 | 1.121 | 975   |